# The Soft Parade
The Soft Parade je v pořadí čtvrté studiové album americké rockové skupiny The Doors. Bylo nahráno v letech 1968 a 1969 a oficiálně vydáno 25. června 1969. Po svém vydání se u fanoušků i hudebních publicistů setkalo s kritikou, jelikož kapela na něm použila strunné i žesťové nástroje, které se příliš nehodily ke zvuku The Doors. Po jeho vydání se kapela v následujících albech Morrison Hotel a L.A. Woman vrátila ke svému původnímu stylu hraní.
Je to první album The Doors, na které jsou u jednotlivých písní uvedeni konkrétní autoři.

## Seznam skladeb
| Pořadí | Název               | Délka |
| ------ | ------------------- | ----- |
| 1.     | Tell All the People | 3:23  |
| 2.     | Touch Me            | 3:12  |
| 3.     | Shaman's Blues      | 4:49  |
| 4.     | Do It               | 3:08  |
| 5.     | Easy Ride           | 2:41  |
| 6.     | Wild Child          | 2:38  |
| 7.     | Runnin' Blue        | 2:33  |
| 8.     | Wishful Sinful      | 3:02  |
| 9.     | The Soft Parade     | 8:37  |

Vydání z roku 2006 navíc obsahovalo bonusové skladby:
1. "Who Scared You" – 3:58
2. "Whiskey, Mystics and Men" (verse 1) – 2:28
3. "Whiskey, Mystics and Men" (verse 2) – 3:04
4. "Push Push" – 6:05
  - previously unknown Doors jam
5. "Touch Me" (dialog) – 0:28
6. "Touch Me" – 3:40